# Overdekking (topologie)
In de wiskunde is een overdekking van een verzameling {\displaystyle X} een geindiceerde verzameling {\displaystyle C} van verzamelingen {\displaystyle U_{i}} zodat {\displaystyle X} een deelverzameling van de vereniging van de verzamelingen {\displaystyle U_{i}} is. In symbolen: als {\displaystyle C} een geindiceerde verzameling van verzamelingen {\displaystyle U_{i}} is, dan is {\displaystyle C} een overdekking van {\displaystyle X} als 
{\displaystyle X\subseteq \bigcup _{i\in A_{C}}U_{i}\quad }, waarin alle {\displaystyle U_{i}\in C} en {\displaystyle A_{C}} de indexverzameling is voor de geindiceerde verzameling verzamelingen {\displaystyle U_{i}} in {\displaystyle C}.
Noteer {\displaystyle C=\{U_{i}\}}. De geindiceerde verzameling {\displaystyle C} is met {\displaystyle i} geïndexeerd.
Wanneer de eis wordt gesteld dat de {\displaystyle U_{i}} een deelverzameling van {\displaystyle X} zijn, kan er in de vereniging {\displaystyle \bigcup _{i\in A_{C}}U_{i}} geen element buiten {\displaystyle X} liggen.

## Overdekking in de topologie
Overdekkingen worden veelal gebruikt in de context van de topologie. Als de verzameling {\displaystyle X} een topologische ruimte is, dan is een overdekking {\displaystyle C} van {\displaystyle X} een geindiceerde verzameling van verzamelingen {\displaystyle U_{i}}, waarvan de vereniging tenminste de hele ruimte {\displaystyle X} is. In dat geval zeggen we: {\displaystyle C} overdekt {\displaystyle X,} of ook de gezamenlijke {\displaystyle U_{i}} overdekken {\displaystyle X}. Als {\displaystyle Y} een deelverzameling van {\displaystyle X} is, dan is een overdekking van {\displaystyle Y} een geindiceerde deelverzameling {\displaystyle D} van {\displaystyle C}, waarvan de vereniging {\displaystyle Y} bevat, dat wil dus zeggen dat {\displaystyle C} een overdekking is van {\displaystyle Y} als
{\displaystyle Y\subseteq \bigcup _{j\in A_{D}}U_{j}\quad }, waarin alle {\displaystyle U_{j}\in D} en {\displaystyle A_{D}} de indexverzameling is voor de geindiceerde verzameling in {\displaystyle D} van verzamelingen {\displaystyle U_{j}}.
{\displaystyle D} heet een deeloverdekking van {\displaystyle C} en {\displaystyle A_{D}\subseteq A_{C}}.
Laat {\displaystyle C} een overdekking van een topologische ruimte {\displaystyle X} zijn. Een deeloverdekking van {\displaystyle C} is dan een deelverzameling van {\displaystyle C} die {\displaystyle X} nog steeds overdekt.
We zeggen dat {\displaystyle C} een open overdekking is als alle elementen {\displaystyle U_{i}\in C} een open verzameling zijn, dat wel zeggen dat iedere {\displaystyle U_{i}} in de topologie {\displaystyle T} op {\displaystyle X} ligt.
Van een overdekking op {\displaystyle X} wordt gezegd dat deze lokaal eindig is, als ieder punt van {\displaystyle X} een omgeving heeft, die alleen een eindig aantal verzamelingen in de overdekking doorsnijdt. In symbolen, {\displaystyle C=\{U_{i}\}} is lokaal eindig als voor iedere {\displaystyle x\in X} er een omgeving {\displaystyle O(x)} op {\displaystyle X} bestaat, zodat de verzameling 
{\displaystyle \{\ i\ \mid U_{i}\cap O(x)\neq \varnothing \}}
eindig is.
Van een overdekking op {\displaystyle X} wordt gezegd dat deze punt-eindig is als alle punten van {\displaystyle X} in een eindig aantal verzamelingen in de overdekking liggen.
Een exacte overdekking van een verzameling {\displaystyle X} is een overdekking {\displaystyle C=\{U_{i}\}} van {\displaystyle X} zodat ieder element van {\displaystyle X} element is van precies een van de verzamelingen {\displaystyle U_{i}}.

## Verfijning
Een verfijning van een overdekking {\displaystyle C=\{U_{i}\}} van {\displaystyle X} is een nieuwe overdekking {\displaystyle D=\{V_{j}\}} zodanig dat er voor iedere {\displaystyle V_{j}} een {\displaystyle U_{i}} is, zodat {\displaystyle V_{j}\subseteq U_{i}}.
Iedere deeloverdekking is ook een verfijning, maar niet iedere verfijning is een deeloverdekking.
Een deel-overdekking wordt opgebouwd uit verzamelingen die deel uitmaken van de overdekking, maar het zijn er minder, terwijl een verfijning wordt opgebouwd uit enige verzamelingen die deelverzamelingen van de verzamelingen in de overdekking zijn.
De verfijningsrelatie is een quasi-orde op de verzameling van dekkingen op {\displaystyle X}.

## Compactheid
De taal van de overdekkingen  wordt vaak gebruikt om verschillende topologische eigenschappen te relateren aan het begrip compactheid. Van een topologische ruimte {\displaystyle X} wordt gezegd dat deze
- compact is, als elke open overdekking een eindige deel-overdekking heeft. Dit komt overeen met de eis dat elke open overdekking een eindige verfijning heeft.
- Lindelöf is, als elke open overdekking een telbare deel-overdekking heeft. Dit komt overeen met de eis dat elke open overdekking een aftelbare verfijning heeft.
- metacompact is, als elke open overdekking een punt-eindige open verfijning heeft.
- paracompact is, als iedere open overdekking een lokaal eindige, open verfijning toestaat.